# Porto (Villar de Barrio)
Porto es un lugar y una entidad de población situada en la parroquia de Maus, del municipio español de Villar de Barrio, en la provincia de Orense, Galicia.

## Organización territorial
El lugar está formado por dos entidades de población:
- Alemparte
- Porto

## Demografía

### Lugar
| Gráfica de evolución demográfica de Porto (lugar) entre 2000 y 2023 |
|                                                                     |
| Datos según el nomenclátor publicado por el INE.                    |

### Entidad de población
| Gráfica de evolución demográfica de Porto (entidad de población) entre 2000 y 2023 |
|                                                                                    |
| Datos según el nomenclátor publicado por el INE.                                   |